# 浜田広
浜田 広（はまだ ひろし、1933年4月28日 - ）は、日本の実業家。リコー社長、会長を歴任。

## 経歴
鹿児島県鹿児島市で生まれ、桜島のふもと（鹿児島郡西桜島村、桜島町）で育つ。桜峰国民学校（西桜島村立桜峰小学校、後に桜島町立桜峰小学校、鹿児島市立桜峰小学校）卒業。学制改革により旧制鹿児島第二鹿児島中学校から新制鹿児島県立鹿児島高等学校第四部併設中学校を卒業し、1952年鹿児島県立甲南高等学校卒業。中学・高校は桜島から船で通った。1957年に東京大学経済学部を卒業し、リコーに入社。東京支社長、取締役などを歴任し、1983年から1996年までに社長を務めた。1997年から会長に就任した。
日本経営者団体連盟副会長、東京経営者協会会長、人事院国家公務員倫理審査委員、教育改革国民会議委員などを歴任した。
1991年に藍綬褒章を受章した。2005年に日本棋院から大倉喜七郎賞を受賞。